# Гранд Готель (Ростов-на-Дону)
«Гранд Готель» (рос. «Гранд Отель») — колишній готель в місті Ростов-на-Дону Ростовської області. Згорів в 1911 році.

## Історія

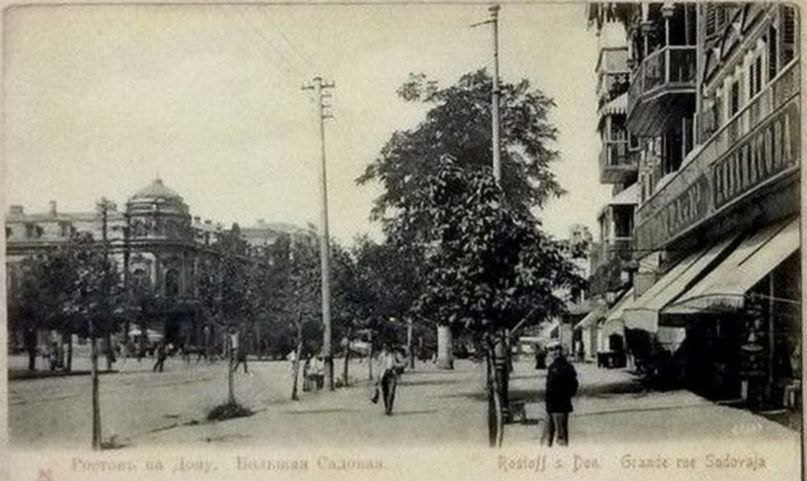
«Гранд-Готель» Кузнєцова

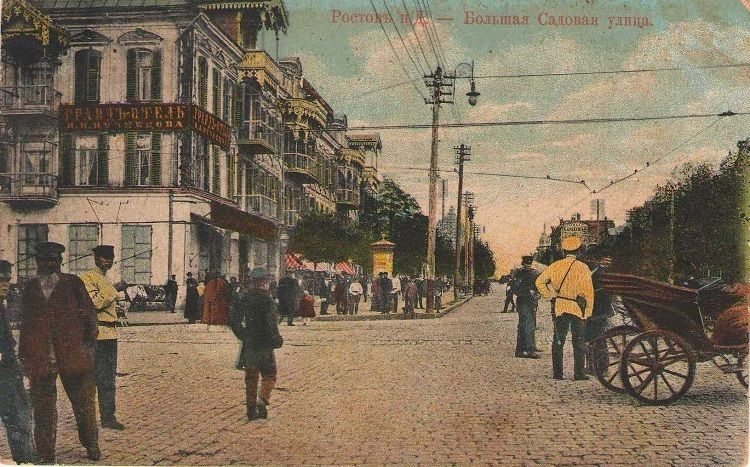
«Гранд-Готель» на вул. Велика Садова

Будівля «Гранд-Готелю» (готель Кузнєцова, на ім'я другого власника — Миколи Кузнєцова) було побудовано у другій половині ХІХ століття і стояло в Ростові-на-Дону на північно-східному розі перехрестя вулиці Великій Садовій і проспекту Таганрозького (нині проспект Будьонівський). Першим власником готелю був Левтуновскій. Це було одне з найкрасивіших триповерхових цегляних будівель старого Ростова.
Довгий час «Гранд-Готель», який перебував в прибутковому будинку Олександра та Олександри Петрових, вважався головним готелем міста. У ньому зупинялися звичайні комівояжери і мануфактурщиков, дорогі кокотки і іноземці.
При будинку був сад, безліч терас, веранд і галерей. Будівля висвітлювалося електрикою, в ньому працювали ресторан, читальня, телефони, душі, ванни. У торгових рядах першого поверху будівлі розміщувалися фірми і майстерні: винні погреби Бахсімьянца, магазин Павловського, магазин галантерейних товарів, ювелірних виробів «Паризький Ювелір», магазин годин Марка Міесірова. У 1904 році в будівлі орендувала приміщення для виїзних сесій канцелярія Таганрозького окружного суду. На другому і третьому поверхах було 60 номерів готелю вартістю від 1 рубля і більше.
23 січня 1883 року в готелі від розриву серця помер її перший власник Левтуновскій, а 21 березня цього ж року помер після тяжкої хвороби один з батьків ростовської оперети Григорій Вальяно.
Кримінальне життя Ростова також поклала на готель очей. Тут бувала ростовська «Сонька Золота Ручка» — Софія Гофман. Дама ходила по незачиненим номерами готелю і забирала особисті речі постояльців, якщо її помічали, то вона прикидалася заблукала іноземкою. У 20-ті роки Софію Гофман застрелили члени банди Медика і Рейки. Радянський сценарист і драматург Микола Федорович Погодін брав прообраз Гофман в свою п'єсу «Аристократи».
З 16 березня 1911 року власником готелю стала фірма «А. Л. Шавгулидзе і Ко» і 11 липня 1911 року в приміщенні сталася пожежа, яку гасили 5 днів. Пожежа була такої сили, що в будинку Пустовойтова (нинішній ЦУМ) полопалися скла з боку Садової. Будівля готелю повністю згоріло. На цьому закінчилася історія «Гранд-Готель».
У роки радянської влади на місці готелю було побудовано одноповерхова будівля, у якому працював магазин Єдине робітничо-селянський споживче товариство (ЄСТ), найбільший в Ростові і Нахічевані, який займав по оборотам третє місце в РРФСР.
У 1930-ті роки будівля ЄСТ було знесено з метою будівництва на цьому місці багатоповерхового житлового будинку. Однак Німецько-радянська війна внесла свої корективи. Будівництво почалася після війни в 1949 році. Архітектором нової будівлі був Г. А. Петров, раніше побудував будинок Вищої Партійної Школи (нині Митна Академія) і ростовський цирк. У 1951 році, після закінчення будівництва, в будинку розмістилася кондитерська «Золотий Колос».
В даний час чотириповерхова будівля, побудоване на місці «Гранд-Готелю», займають безліч магазинів.